# Woodstock, Illinois
Woodstock este un oraș și sediul comitatului McHenry, statul Illinois din Statele Unite ale Americii. Populația localității, conform recensământului din anul 2000 a fost de 20.151 persoane, fiind estimată la 23.241 persoane în 2006.